# Đại học Y Lublin
Đại học Y khoa Lublin được thành lập từ năm 1944 tại Lublin, Ba Lan. Trường đại học đã giành được quyền tự chủ vào năm 1950. Trong những năm qua, các khoa mới đã được thêm vào như Khoa Nha khoa vào năm 1973.
Trường duy trì các liên hệ khoa học quốc tế đa dạng, với sự hợp tác của Bệnh viện Hvidovre tại Copenhagen, Đan Mạch; Bệnh viện Ziekenhuis-Tilburg (Hà Lan) và Đại học Y Lvov ở Ukraine, và một số cơ quan khác. 

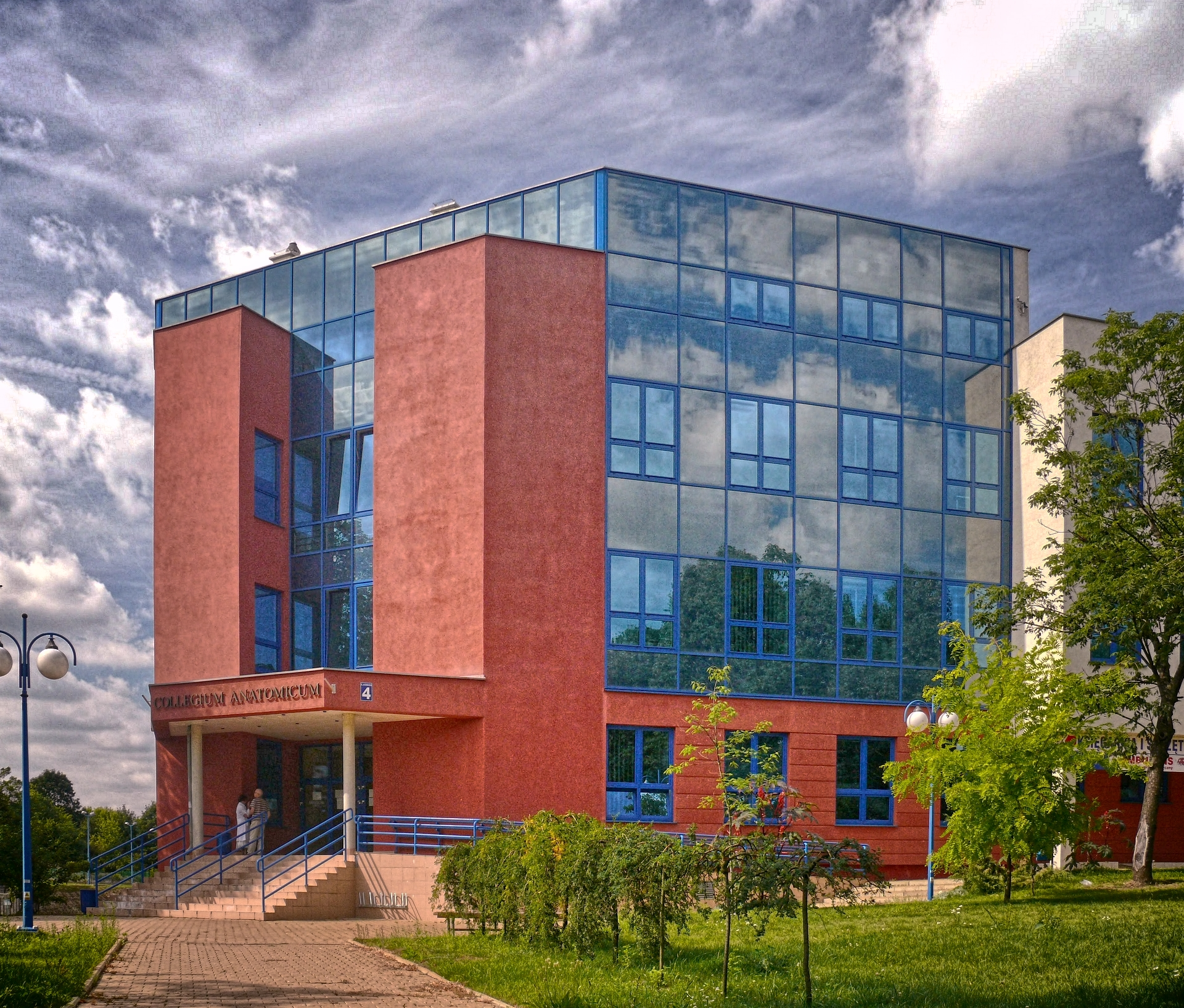
Đại học Anatomicum

## Khoa
- Khoa y
- Khoa Nha
- Khoa Dược

## Những người đáng chú ý
Giáo sư Tadeusz Krwawicz (Ba Lan) đã phát triển que tỏa lạnh đầu tiên để chiết xuất đục thủy tinh thể nội soi vào năm 1961.

## Khoa tiếng Anh
Năm 2001, Khoa tiếng Anh của khoa y được thành lập. Chi nhánh này chịu trách nhiệm thiết kế và thực hiện chương trình giảng dạy cho sinh viên bằng tiếng Anh. Có các chương trình bốn năm và sáu năm. Sau khi hoàn thành phần khoa học cơ bản ở Ba Lan, sinh viên có thể lựa chọn chương trình lâm sàng ở Ba Lan hoặc Hoa Kỳ để đáp ứng các yêu cầu đối với bằng thạc sĩ.